# 존 윌킨슨

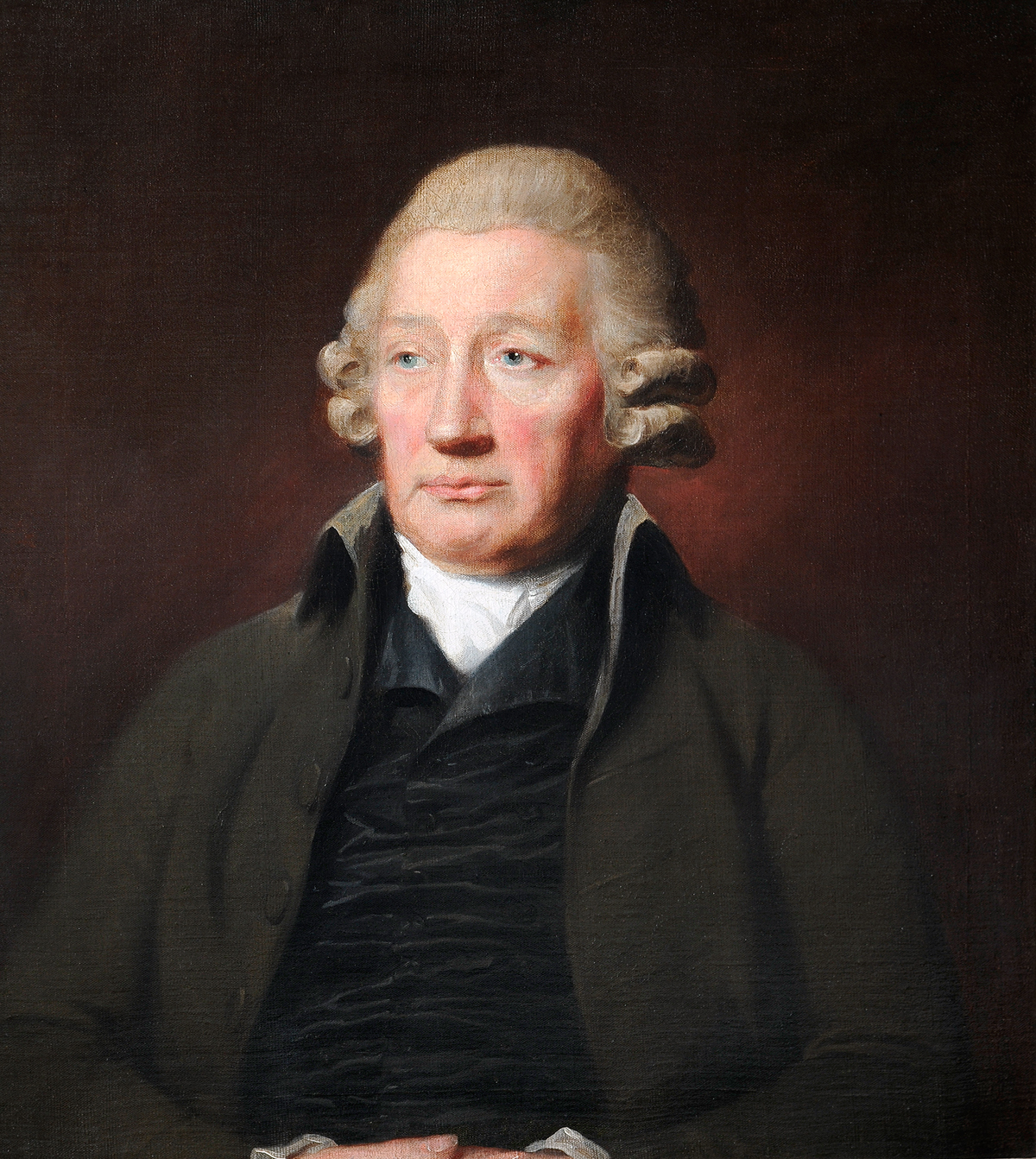
존 윌킨슨의 초상

존 윌킨슨(영어: John Wilkinson, 1728년 ~ 1808년 7월 14일)은 영국의 기업가, 기계 발명가이다. 브래들리(Bradley, West Midlands)에서 제철 공장을 경영하고 선조법·압연법·용철법·정련법 등 많은 특허를 얻어 제철계에 크게 공헌하였다. 왕복 운동을 회전 운동으로 바꾸어 기계를 움직이는 와트의 회전식 기관이 처음으로 설치된 곳도 그의 공장이었다.